# Musaranya menuda
La musaranya menuda (Sorex minutissimus) és un mamífer molt petit de la família dels sorícids. És un dels mamífers més petits i és el més petit d'Europa després de la musaranya etrusca. Mesura entre 33 i 53 mil·límetres de llarg i pesa entre 1,2 i 4 grams. Té l'esquena de color marró fosc, que es diferencia clarament dels flancs i el ventre blanc. En comparació amb altres soricins, com ara la musaranya menuda eurasiàtica, la musaranya menuda té una cua molt petita i prima, d'entre 20 i 31 mil·límetres de llarg, el musell curt i ample i el cap rodó.
La musaranya menuda viu al nord d'Europa i Àsia, des d'Escandinàvia i Estònia fins a l'est de Sibèria, Mongòlia i Corea, fins i tot per sobre del cercle polar. També se la troba a les illes de Sakhalín (Rússia) i Hokkaido (Japó).